# Thomas William Webb
El reverend Thomas William Webb (14 de desembre de 1807 - 19 de maig de 1885) fou un astrònom anglès, autor d'un manual d'astronomia que es va convertir en una obra de referència per als astrònoms aficionats durant dècades.

## Biografia
Algunes fonts suggereixen que Webb va néixer el 1806. Fou l'únic fill de John Webb, també clergue. La seva mare va morir mentre Thomas era un nen, raó per la qual fou criat i educat pel seu pare.
Va estudiar a la Universitat d'Oxford, on va ingressar al Magdalen College. El 1829 va ser ordenat clergue de l'església anglicana. Es va casar amb Henrietta Montague en 1843 (filla de Mr. Arthur Wyatt de Monmouth), que va morir el 7 de setembre de 1884. Un any després va morir Thomas, el 19 de maig de 1885.
Va escriure el famós llibre Celestial Objects for Common Telescopes 1859, la publicació del qual continuà i amplià el seu col·lega Thomas Espin. Aquesta obra es va convertir durant dècades en un llibre de referència per astrònoms aficionats, i constitueix una excel·lent guia tant per a l'aprenentatge del maneig de petits telescopis, com dels punts més interessants del firmament per a ser observats.

## Eponímia
- El cràter lunar Webb duu aquest nom en la seva memòria.[2]
- L'asteroide (3041) Webb també commemora el seu nom.[3]